# 上甲幹一
上甲 幹一（じょうこう かんいち、1912年 - 1969年）は、日本の国語教育学者。
東京生まれ。1936年東京帝国大学文学部国文科卒。文部省学習指導要領編集委員。名古屋大学教授。

## 著書
- 『日本語教授の具体的研究』旺文社 1948
- 『標準語の学習指導法』東洋館出版社 国語教育研究シリーズ 1953
- 『共通語の学習指導法』光風出版東京営業所 光風教育ライブラリー 1955
- 『話しコトバの練習』光風出版 話しコトバ新書 1957
- 『話しかたの技術 なにをどう伝えるか』社会思想研究会出版部 現代教養文庫 1960
- 『新しい話しかた その実習と学習指導』角川新書 1961
- 『朗読とアナウンス 新しい話し方のために』社会思想社 現代教養文庫 1963
- 『小学生の言語生活 聞く・話す・書くの指導と評価』明治書院 1965

### 共編著
- 『講座日本語 第4巻 日本人の言語生活』編 大月書店 1955
- 『中学生の国語 第2』米久保耕策共著 日本文化科学社 1955
- 『言語指導 共通語指導の問題と実践』共著 朝倉書店 1957
- 『わが子を導くカンどころ 小学3・4年生』石田成太郎共著 収文社 1963
- 『現代話しことばの科学』平井昌夫共編 至文堂 1964